# Plasmaspritzen
Das Plasmaspritzen (auch: Plasmabeschichtung) ist ein  thermisches Beschichtungsverfahren bzw. Spritzverfahren zur Oberflächenbearbeitung.

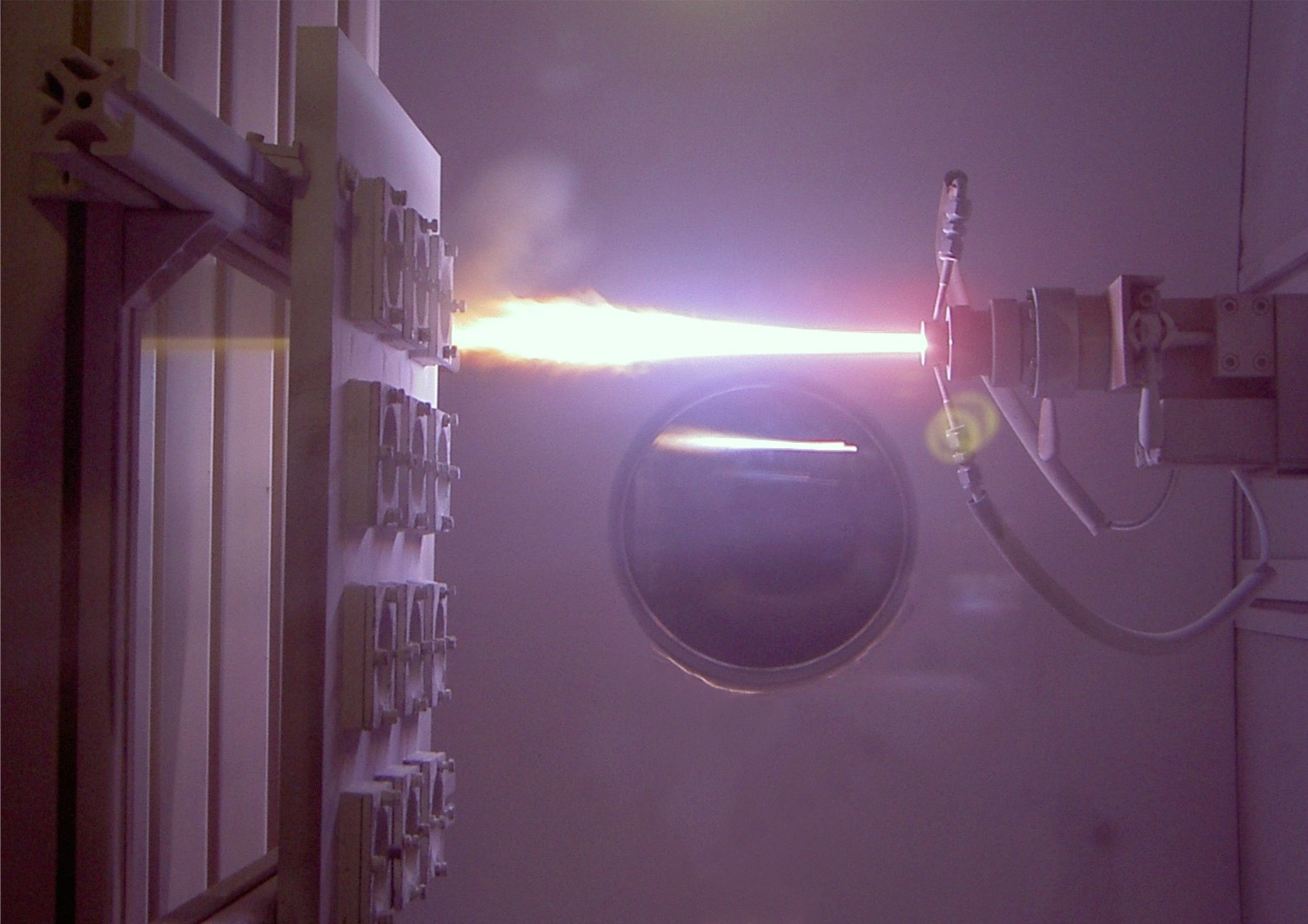
Aufbringen einer Cordieritschicht auf Substrat im Vakuum-Plasma-Spritzverfahren (VPS)

## Geschichte
Nutzen eines Plasma-Freistrahls für das Thermische Spritzen geht auf Entwicklungen  in den 1940er Jahren zurück. Die Technik erlebte mit der Anwendung von plasmagespritzten Wärmedämmschichten in der Luftfahrt seit den 1960er Jahren einen deutlichen Aufschwung.

## Arten
Es gibt verschiedene Arten von Plasmaspritzen (Aufzählung nach DIN EN ISO 14917:2017, Thermisches Spritzen - Begriffe, Einteilung):
- Atmosphärisches Plasmaspritzen (APS)
- Schutzgas-Plasmaspritzen
- Vakuum-Plasmaspritzen (VPS)
- Überdruck-Plasmaspritzen
- Induktionsplasmaspritzen
- Flüssigkeitsstabiliertes Plasmaspritzen
- Kalt-Plasmaspritzen

## Funktionsprinzip
Atmosphärisches Plasmaspritzen
Beim atmosphärischen Plasmaspritzen sind in einem Plasmabrenner eine Anode und bis zu drei Kathoden durch einen schmalen Spalt getrennt. Durch eine Gleichspannung wird ein Lichtbogen zwischen Anode und Kathode erzeugt. Das durch den Plasmabrenner strömende Gas oder Gasgemisch wird durch den Lichtbogen geleitet und hierbei ionisiert. Die Dissoziation beziehungsweise anschließende Ionisation erzeugt ein hoch aufgeheiztes (bis über 20000 K), elektrisch leitendes Gas aus positiven Ionen und Elektronen. In diesem erzeugten Plasmajet wird Pulver (übliche Kornverteilung: 5–120 µm, bei bestimmten Geräten ist auch eine Körnung von bis hinunter zu 100 nm möglich) eingedüst, das durch die hohe Plasmatemperatur aufgeschmolzen wird. Der Plasmastrom reißt die Pulverteilchen mit und schleudert sie auf das zu beschichtende Werkstück / Bauteil / Substrat. Die Gasmoleküle kehren bereits nach kürzester Zeit wieder in einen stabilen Zustand zurück, und so sinkt die Plasmatemperatur bereits nach kurzer Wegstrecke wieder ab. Die Plasmabeschichtung erfolgt in normaler Atmosphäre, inerter Atmosphäre (unter Schutzgas wie Argon), im Vakuum oder auch unter Wasser. Für die Schichtqualität sind sowohl die Geschwindigkeit und die Temperatur als auch die Zusammensetzung des Plasmagases von Bedeutung.
Besondere Abwandlungen wie das PTWA (PTWA-Verfahren für Plasma Transferred Wire Arc) verwenden anstatt des Pulvers einen Draht, was zu einem einfacheren Aufbau des Brenners führt.
Schutzgas-Plasmaspritzen
Bei dem Schutzgas-Plasmaspritzen wird der gesamte Vorgang mit Schutzgas (meist Stickstoff) als Transportgas durchgeführt. Vorteil hierbei ist die sehr geringe Oxidation der Partikel zwischen Brenner und Substrat.
Verwendete Gase sind Argon, Stickstoff, Wasserstoff, Helium oder Kombinationen daraus.

## Anwendungsgebiete
Durch die sehr unterschiedlichen Prozessparameter können eine Vielzahl von Beschichtungen realisiert werden, sodass es nahezu in jeder Branche Anwendungsfelder gibt. Industriezweige, in denen Plasmaspritzen eingesetzt werden, sind die Automobilindustrie (beispielsweise für Zylinderlaufbahnen in Verbrennungsmotoren), die Papier- und Druckindustrie, die Luft- und Raumfahrtindustrie (beispielsweise Turbinenschaufeln und Einlaufflächen), Medizintechnik (Implantate), die Abfallindustrie und die energieerzeugende Industrie.

## Verwandte Verfahren
- Flammspritzen
- Hochgeschwindigkeit-Flammspritzen
- Detonationsspritzen
- Kaltgasspritzen
- Lichtbogenspritzen
- Plasma-Pulver-Auftragschweißen
- Laserspritzen